# Canach
Canach és una petita vil·la a la comuna de Lenningen, al sud-est de Luxemburg.
Canach limita al nord amb el cantó de Remich, i està localitzat aproximadament a 16 km de Ciutat de Luxemburg. El 2013 el poble tenia 1.482 habitants. És el centre administratiu de la comuna de Lenningen. El poble és també la seu de l'equip de futbol FC Jeunesse Canach, que disputa els seus partits a l'Estadi Rue de Lenningen.